# Boussais

Boussais este o comună în departamentul Deux-Sèvres, Franța. În 2009 avea o populație de 407 de locuitori.